# Sólyom Jenő (pénzügyi tanácsos)
Nagybajomi Sólyom Jenő (Pest, 1858. december 18. – 1938. január 1.) pénzügyi tanácsos, magyar királyi kormányfőtanácsos, író, a III. osztályú vaskoronarend tulajdonosa, a Ferenc József-rend lovagja.

## Élete
Nagybajomi Sólyom Aladár és Pákozdy Mária fiaként született. Pesten végezte középiskolai és egyetemi tanulmányait. 1876-ban a Nyíregyházán megjelent Szabolcsmegyei Közlönynek segédszerkesztője, 1877-ben a Borostyáni Nándor által szerkesztett Budapesti Napilapnak, később a Lukács Béla által szerkesztett Közvéleménynek belső dolgozótársa volt. 1881-től 1894-ig a Magyar Tisztviselők Országos Egyesületének könyvtárnoka és azóta választmányi tagja. 1891-től előbb pót-, majd rendes tagja a Budapesten újra szervezett államszámviteltani állami vizsgálóbizottságnak. Tevékenyen vett részt az 1885. XI., 1887. XX., 1891. X., XLIII., 1894. XXVII. s 1896. IV. törvénycikkek javaslati tervezetének elkészítésében és pénzügyi szempontból való elbírálásában. A magyar királyi pénzügyminisztérium számvevőségi ügyosztály jövedéki csoportjának főnöke volt. Egy darabig az Országos Színészegyesület nyugdíjintézetének szakértő számvizsgálójaként dolgozott. Földi maradványait Budapestről Szombathelyre szállították és ott helyezték örök nyugalomra, a családi sírboltban 1938. január 6-án délután. 
Cikkei: a Budapesti Napilapban (1877. 348. sz. Csepreghy); a Délibábban (1878. 18., 19. sz. Az első nyomda Magyarországon).

## Családja
Felesége oroszfáji Mikó Etelka volt.
Gyermekei:
- dr. Sólyom Ervin
- Sólyom Aladár

## Munkái
- Kelenföld térképe a sugárrendszer szerint. Budapest, 1872
- Görög építészet fejlődése történelmi szempontból. Budapest, 1875
- Buda déli környéke és keserűvíz forrásai történeti, régészeti és természettud. szempontból. (Pályakoszorúzott monographia). Budapest, 1877
- Az irodalom svindlerei. Legújabb fény- és árnyképek. (Kiadta a «Délibáb» szerkesztősége Debrecenben) 1878
- A nyugdíjtörvény magyarázata. Az állami tisztviselők, altisztek és szolgák nyugdíjazásáról szóló 1885. évi XI. törv.-czikk, kiegészítve az ezen törvény egyes szakaszainak értelmezésére és alkalmazására vonatkozó miniszteri rendeletekkel és elvi határozatokkal. Jegyzetekkel és utalásokkal ellátva. 3 táblázattal. Budapest, 1892

Kéziratban: Tudományosságunk a XV. században.